# مزودو خدمة الإنترنت في السعودية
هذه هي قائمة مزودي خدمة الإنترنت في المملكة العربية السعودية.
يتم توفير الإنترنت في المملكة العربية السعودية من قبل العديد من مقدمي الخدمة: إن الاتصالات السعودية، ال CITC، وISP الذي يوفر الاشتراكات الشهرية.

## مزودو خدمات الإنترنت في المملكة العربية السعودية
- الشركة الخليجية لخدمات الحاسب الآلي إس بي إس نت (SPSNET)[1]
- نورنت
- Detecon Al-Saudia Co. Ltd (DETASAD)
- وافاي نت
- شركة الاتصالات السعودية (STC)
- شركة التقنيات التطبيقية (Apptec)
- شركة الاتصالات المتكاملة (ITC)
- زين
- موبايلي
- CYBERIA Middle East Internet Co.
- AmazeNet
- صحارى نت
- NetSpeed.
- بيانات سريعة
- 4n الاتصالات السلكية واللاسلكية
- التكنولوجيا الرقمية
- GO telecom
- حلول 7i